# Paulo Rink
Paulo Roberto „Paolo“ Rink (* 21. Februar 1973 in Curitiba) ist ein ehemaliger deutsch-brasilianischer Fußballspieler und jetziger Kommunalpolitiker in seiner Geburtsstadt. Dort war er Mitglied des lokalen Organisationskomitees zur Fußball-Weltmeisterschaft 2014. Während seiner aktiven Karriere spielte er unter anderem in der deutschen Fußball-Bundesliga für Bayer 04 Leverkusen, für den 1. FC Nürnberg und für Energie Cottbus. Während seiner Zeit in Deutschland nahm Rink die deutsche Staatsangehörigkeit an und spielte für die deutsche Fußballnationalmannschaft, mit der er an der Fußball-Europameisterschaft 2000 in den Niederlanden und Belgien teilnahm.

## Karriere

### Verein (als Spieler)
Der Deutschbrasilianer Rink, dessen Urgroßvater 1904 aus Heidelberg nach Brasilien ausgewandert war, begann seine Profikarriere 1991 in seiner brasilianischen Heimat bei Atlético Mineiro. Dort feierte er sein Profidebüt und erzielte im gleichen Jahr seinen ersten Profitreffer. Im Folgejahr wechselte der Angreifer in die Stadt Curitiba zu seinem Jugendverein Atlético Paranaense.

#### Bayer Leverkusen
1997 wurde Rink von Bayer 04 Leverkusen verpflichtet. Bereits im ersten Jahr setzte er sich durch und bildete mit Ulf Kirsten einen erfolgreichen Angriff, der zusammen in der Saison 1997/98 insgesamt über 30 Tore erzielte. Dabei schoss er selbst neun Tore in 29 Spielen.
Sein Debüt in der Fußball-Bundesliga gab der Stürmer am ersten Spieltag der Saison 1997/98, als er am 1. August in der Partie gegen FC Schalke 04 in der 74. Minute für Jens Nowotny eingewechselt wurde. Drei Spieltage später erzielte Rink am 23. August 1997 beim 6:1-Erfolg gegen den Karlsruher SC seinen ersten Profitreffer in Deutschland. Unter Trainer Christoph Daum kam Rink vor allem als Joker zum Einsatz. In der gesamten Saison wurde er insgesamt 20 mal ein- bzw. ausgewechselt. Dabei gelangen ihm fünf Tore als Einwechsler. Im Folgejahr wurde der Stürmer von Erik Meijer verdrängt und kam auf nur achtzehn Einsätze, wobei ihm fünf Treffer gelangen. Um ihm wieder mehr Spielpraxis geben zu können, lieh Leverkusen Rink im Sommer 1999 für ein halbes Jahr an den FC Santos aus; Rink selbst hatte um dieses Ausleihgeschäft gebeten. Nach seiner Rückkehr im Winter in Leverkusen gelang ihm ein überzeugendes Comeback und Rink schoss zehn Tore in 16 Spielen.

#### 1. FC Nürnberg und Energie Cottbus
Diese Leistungen konnte er aber zur Folgesaison nicht fortsetzen, so dass man ihn kurz nach Beginn der Spielzeit 2001/02 an den 1. FC Nürnberg verkaufte. Dort war er zusammen mit Jacek Krzynówek und Marek Nikl bester Torvorlagengeber der Franken. Trotzdem trennte man sich ein Jahr später wieder und der Brasilianer unterschrieb bei Energie Cottbus. Aber auch hier blieb der Offensivspieler hinter seinen Erwartungen zurück, Rink absolvierte 13 Spiele (3 Tore) und nach einer Saison wurde der Vertrag in beiderseitigem Vernehmen aufgelöst.

#### Zwischen Zypern, Niederlande und Südkorea
Während Cottbus abstieg, zog Rink nach Zypern, da er von Olympiakos Nikosia verpflichtet wurde. Dort entwickelte er sich wieder zu einem Torgaranten – Rink erzielte 9 Tore in 14 Spielen – und bereits im Winter sicherte sich der niederländische Erstligist Vitesse Arnheim die Dienste des Angreifers. Dieses Engagement endete aber bereits im Sommer wieder und Rink schloss sich dem südkoreanischen Team Jeonbuk Hyundai Motors an, um ein halbes Jahr später wieder nach Zypern zu Olympiakos zu wechseln. Im Winter 2005/06 wechselte der ehemalige Bundesligaspieler innerhalb der Liga zu Omonia Nikosia. Sechs Monate später absolvierte Rink seine letzte Profisaison beim brasilianischen Erstligisten Atlético Paranaense.
Am 24. Mai 2007 beendete er seine Laufbahn als aktiver Spieler mit einem Benefizspiel in Curitiba.

### Verein (als Manager)
Bei seinem letzten Verein Atlético Paranaense wurde er im Mai 2011 Manager der Fußball-Abteilung.

### Nationalmannschaft
Rink beantragte während seiner Zeit bei Bayer 04 Leverkusen die deutsche Staatsbürgerschaft. Für die deutsche Fußballnationalmannschaft spielte Rink von 1998 bis 2000 insgesamt 13 Mal und stand im Kader der Nationalmannschaft beim Konföderationen-Pokal 1999 und der Fußball-Europameisterschaft 2000. Sein Länderspieldebüt gab er am 2. September 1998 gegen Malta, als er zur 63. Minute für Olaf Marschall eingewechselt wurde. Während Rink beim Konföderationen-Pokal 1999 noch zu nur zwei Einwechselungen kam, war er ein Jahr später während der EM der einzige DFB-Angreifer unter Erich Ribbeck, der in allen Vorrundenspielen zum Einsatz kam. Als Tabellenletzter der Gruppe 1 schied die deutsche Mannschaft enttäuschend aus dem Wettbewerb aus.
Am 2. September 2000 absolvierte Rink sein letztes Spiel für Deutschland. Beim WM-Qualifikationsspiel gegen Griechenland wurde er 20 Minuten vor Schluss für Alexander Zickler eingewechselt.
Paulo Rink konnte sich in der Nationalmannschaft nie durchsetzen; nur in zwei Spielen stand er über die vollen 90 Minuten auf dem Platz.

## Nach der Fußballkarriere
Rink lebt heute wieder in Curitiba. Bei der Kommunalwahl 2012 kandidierte er für die Partido Popular Socialista (PPS) erfolgreich mit 5.625 Stimmen zum Abgeordneten der Câmara Municipal de Curitiba. Er betreibt vor Ort eine Farm, in der er sich vor allem auf Holzwirtschaft fokussiert.
Bei der in Brasilien ausgetragenen WM-Endrunde 2014 gehörte Rink dem lokalen Organisationskomitee an.
In Curitiba gründete er eine Stiftung, die sich um Kinder aus sozial schwachem Umfeld kümmert. Ein Teil dieser Kinder spielt in einer Fußballakademie.

## Erfolge
Atlético Paranaense
- Série B: 1995